# Carrera de trineo en hielo en los Juegos Paralímpicos
La carrera de trineo en hielo fue incluida en los Juegos Paralímpicos de Invierno desde la segunda edición que se celebró en Geilo (Noruega) en 1980. El deporte dejó de formar parte del programa paralímpico a partir de la edición de Salt Lake City 2002.

## Ediciones
| N.º | Año  | Sede        | País    |
| --- | ---- | ----------- | ------- |
| I   | 1980 | Geilo       | Noruega |
| II  | 1984 | Innsbruck   | Austria |
| III | 1988 | Innsbruck   | Austria |
| IV  | 1994 | Lillehammer | Noruega |
| V   | 1998 | Nagano      | Japón   |

## Medallero histórico
- Resultados de 1980 a 1998.[2]

| Núm. | País                      | Oro | Plata | Bronce | Total |
| ---- | ------------------------- | --- | ----- | ------ | ----- |
| 1    | Noruega (NOR)             | 44  | 46    | 38     | 128   |
| 2    | Japón (JPN)               | 9   | 12    | 11     | 32    |
| 3    | Finlandia (FIN)           | 9   | 0     | 3      | 12    |
| 4    | Austria (AUT)             | 4   | 3     | 3      | 10    |
| 5    | Reino Unido (GBR)         | 0   | 4     | 4      | 8     |
| 6    | Suecia (SWE)              | 0   | 0     | 3      | 3     |
| 7    | Alemania Occidental (FRG) | 0   | 0     | 1      | 1     |
|      | TOTAL                     | 66  | 65    | 63     | 194   |